# Рудолф фон Фалкенщайн
Рудолф фон Фалкенщайн (на немски: Rudolf von Falkenstein; † сл. 9 юли 1133 в манастир Зееон) е граф на Фалкенщайн, господар на Григинген (1099), граф (1121 – 1126), фогт на манастир Зееон в Бавария.
Той е син на Херанд I фон Фалкенщайн, господар на Григинген († 1101). Чрез женитбата си Рудолф става фогт на Вайарн. Рудолф става монах в манастир Зееон и умира там сл. 9 юли 1133 г.
Син му Зигибото IV пише през 1166 г. книгата Codex Falkensteinensis преди участието му в четвъртия поход на Фридрих I Барбароса в Италия.

## Фамилия
Рудолф фон Фалкенщайн се жени ок. 1125 г. за Гертруд фон Вайарн († 25 декември 1132), дъщеря наследничка на граф Зигибото II фон Вайарн († 1136) и на Аделхайд фон Зулцбах († сл. 1130, пр. 1133), дъщеря на Гебхард II фон Зулцбах († 1085/1088) и Ирмгард фон Рот-Фобург († 1101). Тя е внучка на граф Зигибото I фон Вайарн-Мангфал († сл. 1068). Те имат децата:
- Зигибото IV (* 1126; † 1200), граф на Нойенбург-Фалкенщайн-Хартмансберг, фогт на манастир Херенхимзе (1158), женен за Хилдегард фон Мьодлинг († 29 март 1196), дъщеря на Куно III фон Мьодлинг († 1182/1183) и София († 1170)
- Херанд II († 13 април 1155), господар на Хернщайн (1142), господар на Фалкенщайн (ок. 1145), господар на Антворт (ок. 1150), фогт на манастир Зееон, женен за София фон Фобург († 12 март 1176), дъщеря на маркграф Диполд III фон Фобург († 1146) и Кунигунда фон Байхлинген († 1140)
- Матилда фон Фалкенщайн († сл. 1198), омъжена за Конрад I фон Шайерн-Дахау († 1159), първият херцог на Мерания

Той има незаконен син:
- Волфкер